# Takumi's Aviation
Takumi's Aviation 是一款現代經典雞尾酒，由琴酒、馬拉斯奇諾櫻桃利口酒、紫柑橘利口酒和檸檬汁調製而成。盛裝在雞尾酒杯中。

## 歷史
Takumi's Aviation 由日本奈良縣櫻井市The Sailing Bar的首席調酒師渡邊匠（Takumi Watanabe）所創作。2010 年，他在希臘雅典舉行的帝亞吉歐世界級調酒師大賽創作了這款飲品。評判比賽的調酒師兼作家蓋瑞·里根（Gary Regan）將其描述為“我喝到過最好的飛行”。2017年，里根聯繫了渡邊詢問配方，渡邊說他使用了Parfait d'Amour取代了飛行雞尾酒中常見的紫羅蘭利口酒。Parfait d'Amour的柑橘和香草味多於紫羅蘭利口酒，後者通常帶有花香。這種飲料的配方出現在里根2017年出版的《The Joy of Mixology》一書中。

## 配方
最早里根收錄的原始配方，要求使用 45 mL（1.5 US fl oz）琴酒、15 mL（0.51 US fl oz） 馬拉斯奇諾櫻桃利口酒、3.6 mL（0.12 US fl oz）Parfait d'Amour 利口酒和 10 mL（0.34 US fl盎司）檸檬汁。它的頂部飾有檸檬皮。
2021年，渡邊說他改變了雞尾酒配方，“因為利口酒改變了其配方跟口味，所以我調整了配方。” 這種飲料的新配方出現在《日本雞尾酒：渡邉匠和金子道人的哲學》中。它需要 45 毫升（1.5 美製液量盎司）琴酒、30 毫升（1.0 美製液量盎司）馬拉斯奇諾櫻桃利口酒、5 毫升（0.17 美製液量盎司）Parfait d'Amour 利口酒和 20 毫升（0.68 美製液量盎司）檸檬汁。檸檬皮用於裝飾。